# Жуан де Барруш
Жуа́н де Ба́рруш (порт. João de Barros; 1496 — 20 жовтня 1570) — один із перших великих португальських істориків, найбільш відомий своєю прцею "Декади Азії", історією португальських відкриттів та завоювань в східній Африці, Індії та південно-східній Азії. Отримав прізвиськом «Португальський Лівій».

## Перші роки
Жуан отримав освіту при дворі короля Мануела I і у віці двадцяти років написав лицарський роман «Хроніка імператора Кларімундо», при роботі над яким, за його власними словами, він отримував допомогу від принца Жуана (пізніше короля Жуана III).
Зійшовши на престол, король Жуан III надав Баррушу капітанство у фортеці Сан-Жоржи-да-Міна — головній португальській факторії в екваторіальній Африці, куди Баррушприбув у 1524 році. У 1525 році він отримав посаду скарбника в Касі-да-Індія, установі, що управляла португальськими колоніями, яку обіймав до 1528 року.
В 1530 році, рятуючись від спалаху бубонної чуми, Барруш переїхав з Лісабона до свого заміського будинку поблизу Помбала, де закінчив моральний діалог Rho pica Pneuma, який отримав гарні відгуки від іспанського філософа і гуманіста Хуана Луїса Вівес. Після повернення до Лісабона в 1532 році, отримав від короля призначення на посаду фактора в Каса-да-Індія — посади, яка була дуже відповідальною та важливою в той час, коли Лісабон був європейським центром торгівлі зі Сходом. Барруш виявився хорошим адміністратором, виявляючи велику працьовитість і рідкісну на той час чесність, в результаті чого він заробив незначний прибуток порівняно зі своїми попередниками, які накопичили на цій посаді великі статки.

## Невдале капітанство в Бразилії і кораблетроща

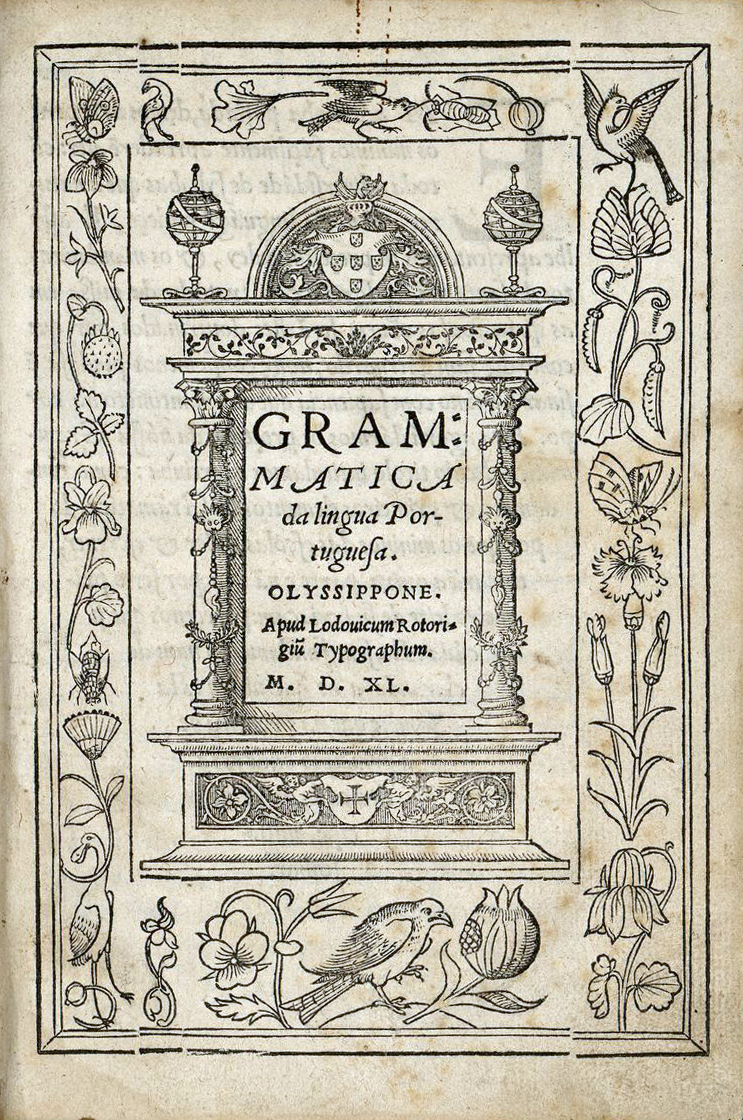
Фронтиспис Жуана де Барроша Grammatica da Lingua Portuguesa, (1539)

У цей час Жуан III, з метою колонізації Бразилії та залучення до неї португальських поселенців, розділив країну на капітанства і надав Баррушу посаду капітана-донатаріо в Мараньяні. Барруш разом із двома партнерами підготував флотилію з десяти суден, приблизно по дев'яносто чоловік на кожному, які відпливли в 1539 році.
Через недосвідченість капітанів та штурманів, весь флот зазнав кораблетрощі, що завдало Баррушу серйозні фінансові втрати. Згодом, в якості жесту доброї волі, Барруш оплатив борги тих, хто загинув під час експедиції.
Протягом цих років він продовжував у вільні години дослідження та самоосвіту і невдовзі після бразильської катастрофи запропонував Жуану III написати історію португальських відкриттів і завоювань в Індії — "Декади Азії", на що отримав королівську згоду. Барруш негайно почав працювати, але ще перед тим, як віддати в друк першу частину Декад, він опублікував португальську граматику (1539) та деякі нові моральні діалоги.

## Декади Азії
Перший том "Декад Азії" (порт. Décadas da Ásia) з'явився в 1552 році і його зустріли з таким захватом, що король негайно доручив Баррушу написати хроніку короля Мануела. Однак численні справи Барруша завадили йому взятися за цю книгу, яку врешті написав Даміан де Гойш. Другий том Декад вийшов в 1553 році, а третій — в 1563 році. Барруш помер, так і не опублікувавши четвертий том і його надрукував посмертно в 1615 році в Мадриді космограф і королівський хроніст Жуан Баптіста Лаванья, який відредагував і упорядкував частини рукопису Барруша.
«Декади» Барруша описують ранню історію відкриттів та завоювань португальців в Індії східній Африці та Азії та демонструють ретельне вивчення автором як східних істориків і географів так і португальських джерел. Декади відрізняються чіткістю викладу та впорядкованим розташуванням історичних подій. Вони також є живими розповідями, наприклад, описують, як правитель Віантани зварив в окропі португальських послів з Малакки, а потім згодував їх тіла собакам.
Діогу де Коуту продовжив Декади, додавши ще дев'ять томів, і видання всієї серії в 14 томах з'явилося в Лісабоні у 1778—1788 роках під назвою «Азія Жуана де Барруша: діяння, здійснені португальцями при відкритті і завоюванні морів і земель Сходу» (Da Asia de João de Barros, dos feitos que os Portuguezes fizeram no descubrimento e conquista dos mares e terras do Oriente). Видання супроводжувалось томом історика Мануела Северіна де Фаріа, що містив опис життя Барруша, та багатим покажчиком усіх томів Декад.

## Останні роки
У січні 1568 року Барруш пішов у відставку зі своєї посади в Індійському домі, отримавши звання фідальго разом з пенсією та іншими грошовими винагородами від короля Себаштіана, і помер 20 жовтня 1570 року.

## Праці
- - (1520) Chronica do Emperador Clarimundo, donde os Reys de Portugal descendem, tirada da linguagem ungara em a nossa portugueza.. Coimbra: João da Barreira.
  - (1532) Rhopica Pneuma, ou mercadoria espiritual. Lisbon
  - (1539) Cartinha para aprender a ler, Lisbon: L. Rodrigues.
  - (1540) Grammatica da lingua portuguesa, Lisbon: L. Rodrigues.
  - (1540) Dialogo da viciosa vergonha, Lisbon: L. Rodrigues.
  - (1540) Dialogo de preceitos moraes com pratica delles em modo de jogo. Lisbon: L. Rodrigues.
  - (1552) Primeira Década da Ásia, dos feitos que os Portugueses fizeram no descobrimento dos mares e terras do Oriente, Lisbon: Germão Galherde
  - (1553) Segunda Década da Ásia &c. Lisbon: Germão Galherde
  - (1562) Italian translation of Dec. I & Dec. II by Alfonso Ulloa, l'Asia del S. Giovanni di Barros Consigliero del Christianissimo Re di Portugallo de Fatti de' Portughesi nello scropimento, e conquista de' mari, e terre di Oriente. Venice: Vicenzo, Valgrisio
  - (1563) Terceira Década da Ásia &c., Lisbon: João da Barreira.
  - (1613) Quarta Década da Ásia &c. (as edited and reworked by cosmógrafo-mor João Baptista Lavanha[en]), Madrid: Imprensa Real.
  - (1628) New edition of Dec.I-III. Lisbon: Jorge Rodrigues.
  - (1777–78) Da Ásia de João de Barros e Diogo do Couto, dos feitos que os portugueses fizeram no descobrimento dos mares e terras do Oriente, Lisbon: Régia Officina Typografica. (24 volumes; vols. 1-8 are reprints of Dec. I—IV of João de Barros; vol. 9 general index for Barros; vol. 10-23 are reprints of Dec. IV—XII of Diogo do Couto[en], vol. 24 general index for Couto. online (pdfs)